# LMN (canal de televisión)
LMN (también conocida anteriormente como Lifetime Movies, y una sigla de Lifetime Movie Network)  es un canal de pago estadounidense propiedad de A&E Networks, una empresa conjunta entre la subsidiaria Disney Media Networks de The Walt Disney Company y Hearst Communications. LMN transmite películas y programas exclusivos dirigidos a mujeres, especialmente hechos para películas de televisión. Muchas, aunque no todas, las películas que se muestran en el canal que se mostraron por primera vez en el canal principal de Lifetime; a su vez, la cadena también estrena películas originales que luego son transmitidas por Lifetime. Hasta que terminaron su participación en películas para televisión a principios de la década de 2000, la primera programación de la cadena consistía en películas originalmente destinadas a las cadenas de transmisión.
A partir de febrero de 2015, LMN está disponible para aproximadamente 82 031 000 hogares con televisión de pago (70,5 % de los hogares con televisión) en los Estados Unidos.
Una versión australiana del canal se lanzó el 1 de septiembre de 2020 a través de Foxtel.

## Historia
Se lanzó el 29 de junio de 1998 como Lifetime Movie Network, una extensión satelital de transmisión directa y cable digital de su red principal.  Variety elogió el movimiento como "aprovechar el auge esperado del canal de la conversión de la televisión a la distribución digital en los próximos años". Sin embargo, solo llegó a 3 millones de los 70 millones de suscriptores de televisión paga en los Estados Unidos en ese momento.
El formato original de la red consistía en bloques más largos de películas hechas para televisión con interrupciones comerciales limitadas, que se transmitían dos veces al día. A medida que la red creció y las cadenas de transmisión dejaron de producir películas para televisión, se agregaron más cortes comerciales durante su contenido cinematográfico. La red también agregó estrenos de películas teatrales a su programación. La red transmite diferentes películas cada día, aunque las películas que se transmiten a las 8:00 p. m. y las 10:00 p. ).
El 19 de abril de 2009, la transmisión de Natalee Holloway atrajo a 3,2 millones de espectadores de la red, más de 1 millón de los cuales se encontraban entre el grupo demográfico de mujeres de 18 a 49 años, obteniendo las calificaciones más altas en la historia del canal en ese momento. El 27 de agosto de 2009, A+E Networks adquirió Lifetime Entertainment Services, que era propiedad conjunta de los padres corporativos de la primera, The Walt Disney Company y Hearst Corporation, junto con NBCUniversal (que vendió su participación a las otras dos empresas en 2011).
El 13 de octubre de 2013, la cadena estrenó su primera serie original, el programa de misterio de asesinato basado en la realidad Killer Profile. Además, tres series que se habían emitido anteriormente en la cadena hermana The Biography Channel: The Haunting Of, I Survived... y Celebrity Ghost Stories también se trasladaron a LMN ese año. En marzo de 2014, A+E Networks trasladó la serie dramática Those Who Kill a LMN, convirtiéndose en la primera serie con guion que se emitió en la red, aunque solo se trasladó a LMN para quemar los episodios restantes del programa A&E de baja calificación.
El 21 de julio de 2017, LMN transmitió la película original de Disney Channel, Descendants 2. Esta fue la primera vez que LMN emitió un DCOM, debido a la participación parcial de Disney en la red.